# Денисовский сельсовет (Красноярский край)
Денисовский сельсовет - сельское поселение в Дзержинском районе Красноярского края.
Административный центр - село Денисово.

## Население
| 2010 | 2012  | 2013  | 2014  | 2015  | 2016  | 2017  |
| ---- | ----- | ----- | ----- | ----- | ----- | ----- |
| 1613 | ↘1582 | ↘1564 | ↘1550 | ↘1510 | ↘1483 | ↘1468 |

## Состав сельского поселения
В состав сельского поселения входят 5 населённых пунктов:
| № | Населённый пункт | Тип населённого пункта       | Население |
| - | ---------------- | ---------------------------- | --------- |
| 1 | Борки            | деревня                      | 39        |
| 2 | Денисово         | село, административный центр | 972       |
| 3 | Колон            | деревня                      | 214       |
| 4 | Кондратьево      | деревня                      | 166       |
| 5 | Топол            | деревня                      | 222       |

## Местное самоуправление
Денисовский сельский Совет депутатов
Дата избрания14.03.2010. Срок полномочий: 5 лет. Количество депутатов: 10
Глава муниципального образования
- Фандо Михаил Николаевич. Дата избрания: 14.03.2010. Срок полномочий: 5 лет